# Alumbrados
Os Alumbrados foi um movimento religioso espanhol do século XVI em forma de uma seita mística, que foi perseguida e considerada herética e relacionada ao protestantismo. Originou-se em pequenas cidades da região central de Castela em torno de 1511.
Os Alumbrados podem ser incluídos dentro de uma corrente de misticismo similar desenvolvida na Europa nos séculos XVI e XVII, denominado Iluminismo, que não deve ser confundido com a seita bávara os Illuminati, e, naturalmente, com o Iluminismo. É muito comum usar o nome "Iluminismo" como sinônimo dos alumbrados.
O historiador Marcelino Menéndez y Pelayo encontrou o nome do início de 1492 (na forma Aluminados, 1498), e seguiu o grupo como de uma origem gnóstica. Ele acredita que seus pontos de vista foram promovidos na Espanha através das influências da Itália. Um dos seus primeiros líderes era uma mulher, nascida em Salamanca, filha de um trabalhador e conhecida como La Beata de Piedrahita. Ela chegou ao conhecimento da Inquisição em 1511, reivindicando manter conversas com Jesus e a Virgem Maria, terá sido salva de uma condenação rigorosa pelo patrocínio de gente influente.

## Casos históricos
Tomás de Torquemada, que tinha sido um inquisidor assistente desde 11 de fevereiro de 1482, foi nomeado em 1483 pelo Papa Sisto IV, Grande Inquisidor de Castela para a Inquisição espanhola. A maioria daqueles perseguidos como Alumbrados foram convertidos (judeus convertidos ao cristianismo) ou mouriscos (mouros convertidos).
Um caso semelhante ocorreu entre os séculos XVII e XVIII em Tenerife (Ilhas Canárias). Este é o caso da Irmã María Justa de Jesús, freira franciscana que foi acusada de praticar doutrinas molinistas (doutrina religiosa cristã que tenta conciliar a providência de Deus com o livre arbítrio humano). Esta religiosa era famosa em seu tempo porque ela era supostamente capaz de curar a pessoa doente com a transferência da doença que a afligia, semelhante à forma como os xamãs em outras culturas. Foi investigada pela Inquisição, sendo acusada de fraude e até mesmo bruxa. Ela também foi acusada de manter um relacionamento impróprio com seu confessor. A Ordem Franciscana, nas Ilhas Canárias, abriu um processo de canonização envolvido na polêmica que teve que ser paralisado.

## Perseguição
A perseguição era tipicamente baseada em supostas reversões originais de práticas religiosas, mas a prova de conspiração contra Fernando e Isabel era mínima, geralmente boatos. Como muitas das famílias remanescentes judias e mouras na Espanha após a sua conversão católica eram ricas, e apenas a acusação de heresia justificava o confisco de toda a riqueza e das propriedades, os Bispos católicos locais foram motivados a acusar injustamente convertidos e mouriscos para adquirir as suas riquezas e fortalecer seu Bispado. Os poucos acusados e julgados que realmente estavam engajados nas práticas místicas e heréticas dos Alumbrados não foram executados, poucos resistiram a penas de longa duração, e a maioria foi julgada somente depois que eles conseguiram adquirir grandes congregações em Toledo e Salamanca.
Outros não tiveram tanta sorte. Em 1529, uma congregação de fiéis ingênuos em Toledo foi submetida a açoites e prisão. Seguiram-se rigorosas perseguições, e por cerca de um século a suposta ligação com os alumbrados enviou muitos à Inquisição, especialmente em Córdoba.

### Monografias
- Antonio Márquez, Los alumbrados : Orígenes y filosofía (1525-1559), Taurus, 1980. ISBN 9788430635047
- Álvaro Huerga, Historia de los Alumbrados (1570-1630), Fundación Universitaria Española, Madrid, 1978. ISBN 8473920449
- Andrés Martín, Implicaciones señoriales del alumbradismo castellano en torno a 1525 (in Homenaje al profesor Antonio Vilanova, vol. 1, Estudios de Literatura española, p. 13-30, 1989). ISBN 8476654820
- Bernardino Llorca, La Inquisición española y los alumbrados (1509-1667), Universidad Pontificia de Salamanca, 1980. ISBN 9788472990715
- Ricardo García Cárcel, Herejía y sociedad en el siglo XVI. Inquisición en Valencia. 1530-1609, Ediciones Península, 1980. ISBN 8429715525
- Marcel Bataillon, Erasmo y España, Fondo de Cultura Económica, col. «Historia», trad. Antonio Alatorre, 923 pp., 1950. ISBN 9681610695
- (en inglés) Henry Kamen, Inquisition and Society in Spain in the Sixteenth and Seventeenth Centuries, Indiana University Press, 1985. ISBN 9780253227751
- (en inglés) Henry Kamen, Spain, 1469-1714 : A Society of Conflict, Pearson Education, 2005, p.121-122. ISBN 9780582784642

### Artigos
- Andrés Martín, Los alumbrados de Toledo en el Cuarto Abecedario Espiritual, o Ley de Amor, de Francisco de Osuna (1530), Archivo Ibero-Americano, vol. 41, n°163-164, pp. 459–480, 1981.
- Andrés Martín, Los alumbrados de Toledo según el proceso de María de Cazalla (1532-1534), Cuadernos de investigación histórica, nº8, p. 65-82, 1984. ISSN 02106272
- Andrés Martín, En torno al estatuto de la mujer en España en la crisis religiosa del Renacimiento: observantes, beatas, alumbradas, Norba Revista de historia, nº10, p. 155-172, 1989‑1990. ISSN 0213375X
- Luis Fernández, Iñigo de Loyola y los alumbrados, Hispania Sacra, n°35, 1983.
- Angela Selke, Algunos datos nuevas sobre los primeros alumbrados. El edicto de 1525 y su relación con el proceso de Alcaraz, Bulletin hispanique, IV, 1952.
- Augusta E. Foley, El alumbradismo y sus posibles orígenes, Actas del VIII Congreso de la Asociación Internacional de Hispanistas, vol. 1, p. 527-532, 1983. ISBN 8470901621
- (en inglés) Alastair Hamilton, Heresy and Mysticism in Sixteenth-Century Spain: The Alumbrados, James Clarke Company, 1992.
- (en inglés) Alison Weber, Little Women : Counter-Reformation Misogyny, in The Counter-Reformation de David Martin Luebke, p. 148-152.